# Ann Hornschemeier
Ann E. Hornschemeier es una astrónoma estadounidense, especializada en emisión de rayos X de poblaciones binarias de rayos X. Es la Científica Jefa del programa Física del Cosmos en la NASA.

## Carrera e investigación
Es miembro del NuSTAR Starburst y Grupo de trabajo local de ciencias, el cual observa siete galaxias cercanas. En la NASA, Hornschemeier investiga la astrofísica de alta energía y la cosmología. Está involucrada en misiones de investigación, incluyendo la misión Athena de la ESA debido al lanzamiento en 2028. Hornschemeier también es Profesora Adjunta en la Universidad Johns Hopkins.

## Premios y honores
En 2007,  ganó el Premio Annie Jump Cannon de la Sociedad Astronómica Estadounidense, el cual reconoce a mujeres por su investigación excepcional en astronomía, por sus investigaciones de rayos X de galaxias distantes.